# Lesbiche nella Germania nazista

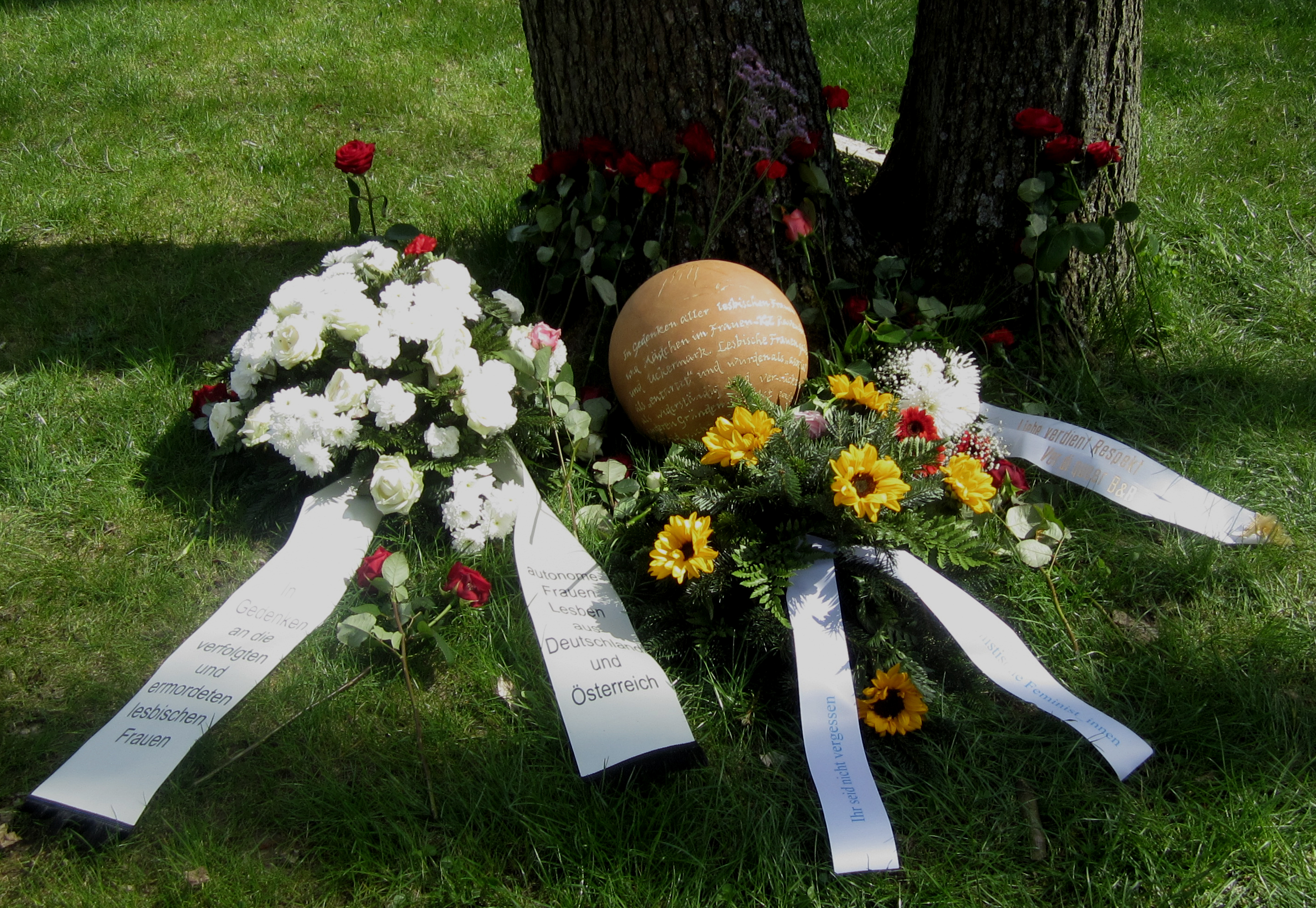
Commemorazione delle prigioniere lesbiche nel campo di concentramento di Ravensbrück da parte dell'Iniziativa per le Donne Femministe Autonome Lesbiche di Germania e Austria, 22 aprile 2018

A differenza degli uomini omosessuali, le lesbiche nella Germania nazista non furono perseguitate in modo sistemico. L'omosessualità femminile venne criminalizzata in Austria, ma non in altre parti del Reich. Per via di questa relativa indifferenza dello stato nazista verso l'omosessualità femminile rispetto a quella maschile, anche le fonti sulla condizione delle lesbiche in Germania sono meno comuni.

## Contesto storico
All'indomani della prima guerra mondiale, a Berlino aprirono bar e locali notturni per lesbiche. Tra questi spiccava il Mali und Igel gestito dall'imprenditrice Elsa Conrad. All'interno del bar si trovava il club esclusivo Monbijou des Westens, rivolto all'élite lesbica intellettuale di Berlino, del quale fu ospite illustre l'attrice Marlene Dietrich. Il club organizzava ogni anno balli che vedevano la presenza di fino a 600 donne. A marzo 1933 prese avvio una campagna per la chiusura di tutti i bar omosessuali, compresi quelli per lesbiche.

## Storiografia
Gli storici che hanno esaminato i singoli casi sono giunti a conclusioni differenziate. Le donne accusate di relazioni lesbiche nella Germania nazista andarono incontro a destini diversi, secondo le loro caratteristiche. Le ebree, le nere o le oppositrici del regime trovarono l'internamento nei lager o la morte, condanne che in alcuni casi furono probabilmente rese più dure dall'identità lesbica delle vittime. Viceversa, conclude lo storico Samuel Clowes Huneke, le lesbiche accusate di crimini non politici non ebbero un trattamento diverso in quanto lesbiche, e l'essere denunciate come lesbiche portava tipicamente ad un'indagine di polizia, ma non alla punizione. Per descrivere la condizione delle lesbiche nella Germania nazista, lo studioso propone pertanto il concetto di "persecuzione eterogenea".
La storica Laurie Marhoefer sostiene che "sebbene non fossero oggetto di persecuzione ufficiale da parte dello stato, i travestiti, le donne non conformi al genere e quelle malviste a causa del loro lesbismo, correvano il chiaro e considerevole rischio di suscitare disagio nei vicini di casa, nei conoscenti, nei funzionari statali, e fu quel disagio, alla fine, a ispirare il tipo di violenza di stato subita da Ilse Totzke" (cioè l'internamento nel campo di concentramento di Ravensbrück).

## Commemorazioni
Nel 2008 nacque una controversia sul Memoriale agli omosessuali perseguitati sotto il nazismo a Tiergarten, a causa dell'iniziale mancata inclusione delle lesbiche. Secondo i critici, sebbene le lesbiche non avessero subito persecuzioni sistematiche al pari dei gay, il monumento avrebbe comunque dovuto commemorare anche le donne vittime di internamento nei lager. La proposta di sostituire il video originario incluso nel memoriale, raffigurante due uomini nell'atto di baciarsi, con uno che mostrasse anche coppie di donne suscitò la reazione negativa di storici, attivisti e responsabili del memoriale d'opposte opinioni, i quali obiettarono che includere le lesbiche avrebbe costituito una "falsificazione".
Nonostante l'impegno di alcune attiviste lesbiche per la commemorazione delle donne imprigionate e uccise a Ravensbrück, fino al 2021 non si è trovato un accordo sull'istituzione di un memoriale lesbico nel campo. Huneke sostiene che, nonostante l'assenza di una persecuzione sistematica, dedicare memoriali alle lesbiche è opportuno per via delle violenze e delle discriminazioni comunque subite da alcune di loro nella Germania nazista.